# Jacobuskerk (Winterswijk)
De Jacobuskerk is een rooms-katholieke kerk in de Nederlandse plaats Winterswijk. 

## Geschiedenis
De Winterswijkse rooms-katholieken kerkten voor de reformatie in de Jacobskerk op de Markt, die na de reformatie overging naar de protestanten. De rooms-katholieken waren vervolgens aangewezen op missieposten, opgezet door de bisschop van Münster Christoph Bernhard von Galen net over de grens, zoals de kerk in Oeding en de Sint-Franciscuskerk in Zwillbrock. Er werden diverse verzoeken ingediend om een eigen kerk te bouwen in Winterswijk, maar deze werden keer op keer niet ingewilligd. In de Franse tijd kwam er echter veel meer vrijheid en in 1799 volgde goedkeuring voor de bouw van een kerk. Datzelfde jaar werd de kerk gebouwd aan de Misterstraat en aan het einde van het jaar werd deze in gebruik genomen. In 1854 volgde de oprichting van een eigen parochie.
De kerk was echter te klein voor het aantal parochianen en verkeerde halverwege de 19e eeuw in slechte staat. Dit kwam mede doordat de rooms-katholieken uit Meddo in Winterswijk kwamen, doordat het klooster in Zwillbrock was gesloten. In 1855 wordt een ontwerp afgerond door Hendricus Johannes Wennekers voor de bouw van een nieuwe kerk. Dit plan kan niet direct uitgevoerd worden, mede doordat niet de benodigde gronden in bezit zijn. Na het verkrijgen van nabijgelegen gronden werden de plannen aangepast. Echter vormde nu de financiering het probleem, aangezien de Meddose rooms-katholieken een eigen kerk kunnen bouwen (de Johannes de Doperkerk), waardoor zij weigeren mee te betalen. Daarop werden andere vormen van financieringen gezocht, zoals een bijdrage van het rijk (die pas bij een later verzoek werd gehonoreerd), een collecte onder de parochianen, verkoop van de grond van de oude kerk en zelfs een collecte onder de Winterswijkse protestanten.
Het ontwerp was echter nog niet goedgekeurd en in 1864 werden ontwerpen van Wennekers en Pierre Cuypers voorgelegd aan plebaan G.W. van Heukelum, voorzitter van het invloedrijke St. Bernulphusgilde, en aartsbisschop Andreas Ignatius Schaepman. Zij droegen een ontwerp van Wennekers voor welke werd uitgevoerd. Aangezien de alsnog toegekende subsidie van de overheid niet voldoende was, werd de bouw van de presbyterium, sacristie, torenspits en vieringtorentje vooralsnog niet uitgevoerd. De bouw van de kerk vond plaats in de jaren 1868 - 1869 en op 2 juli 1869 werd de kerk ingewijd en kreeg als patroonheilige Jakobus de Meerdere. In de daarop volgende periode werd de kerk met delen aangevuld, waaronder vlak na oplevering het plaatsen van gebrandschilderde ramen en begin 20e eeuw een volwaardige toren naar ontwerp van Gerard te Riele.
In de Tweede Wereldoorlog belandde vlak naast de kerk een bom, waardoor alle ramen verloren gingen en de kerk onbruikbaar raakte. Herstel duurde tot 1947, waarbij de missen ondertussen werden opgedragen in de kapel van het gasthuis en in de Meddose kerk. Twee jaar later werd er geld ingezameld voor verdere uitbreiding van de kerk, welke in 1953 werd afgerond. De verbouwde kerk werd ingewijd door aartsbisschop Bernardus Alfrink. De kerk is aangewezen als gemeentelijk monument.